# Jícnovka

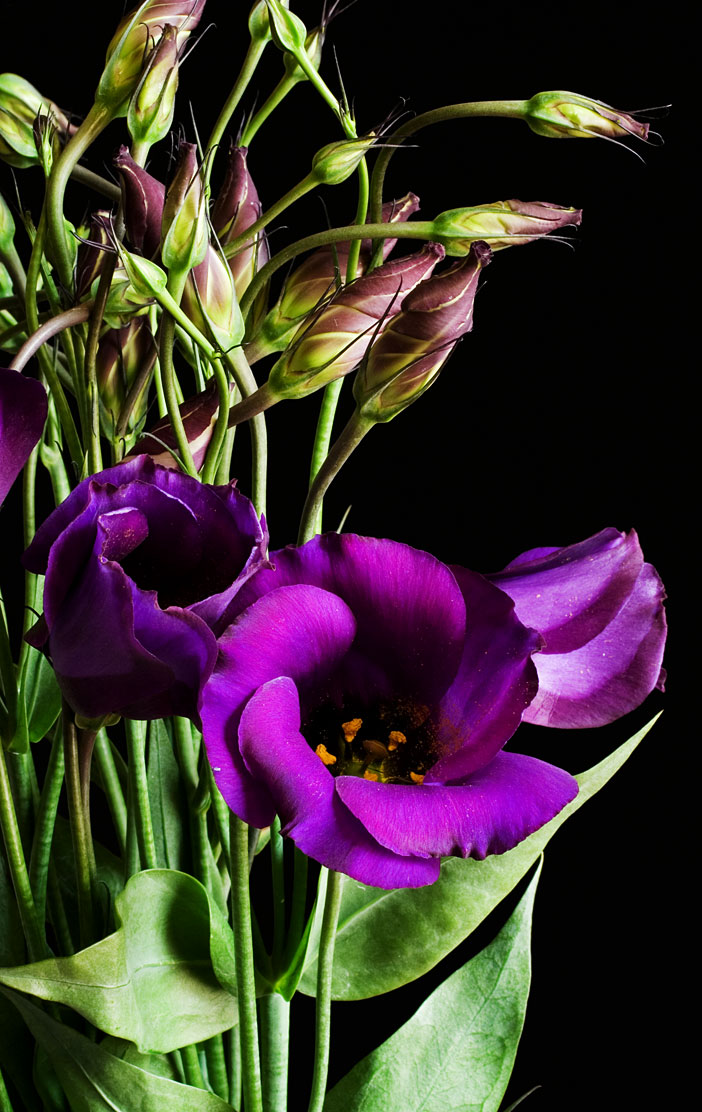
Kultivar jícnovky velkokvěté (Eustoma grandiflorum)

Jícnovka (Eustoma) je rod rostlin z čeledi hořcovité. Jsou to převážně jednoleté byliny s jednoduchými listy a velkými, nápadnými květy zvonkovitého tvaru. Rod zahrnuje 1 až 3 druhy (v závislosti na pojetí) a je rozšířen v Americe od USA po sever Jižní Ameriky a na Karibských ostrovech. Jícnovka velkokvětá je pěstována v celé řadě okrasných kultivarů jako okrasná květina vhodná k řezu a je nabízena i na pultech českých květinářství.

## Popis
Jícnovky jsou vzpřímené, zpravidla jednoleté (výjimečně krátce vytrvalé), lysé, ojíněné byliny s jednoduchými, vstřícnými, přisedlými, na bázi zpravidla objímavými listy. Čepel listů je celokrajná, se 3 souběžnými žilkami. Spodní listy bývají nahloučené v přízemní růžici. Lodyha je přímá nebo vystoupavá. Květy jsou modré, bílé, růžové nebo purpurové, velké a vyrůstající na dlouhých stopkách, jednotlivé nebo ve vrcholičnatých latách. Kalich je hluboce členěný na 5 až 6 úzkých laloků. Koruna je zvonkovitá, s krátkou korunní trubkou a 5 až 6 laloky. Tyčinek je 5 nebo 6 a jsou přirostlé v ústí koruny. Semeník je svrchní a obsahuje jedinou komůrku s mnoha vajíčky. Čnělka je nitkovitá, zakončená dvoulaločnou bliznou. Plodem je podlouhlá nebo vejcovitá tobolka pukající 2 chlopněmi a obsahující velmi mnoho drobných semen.

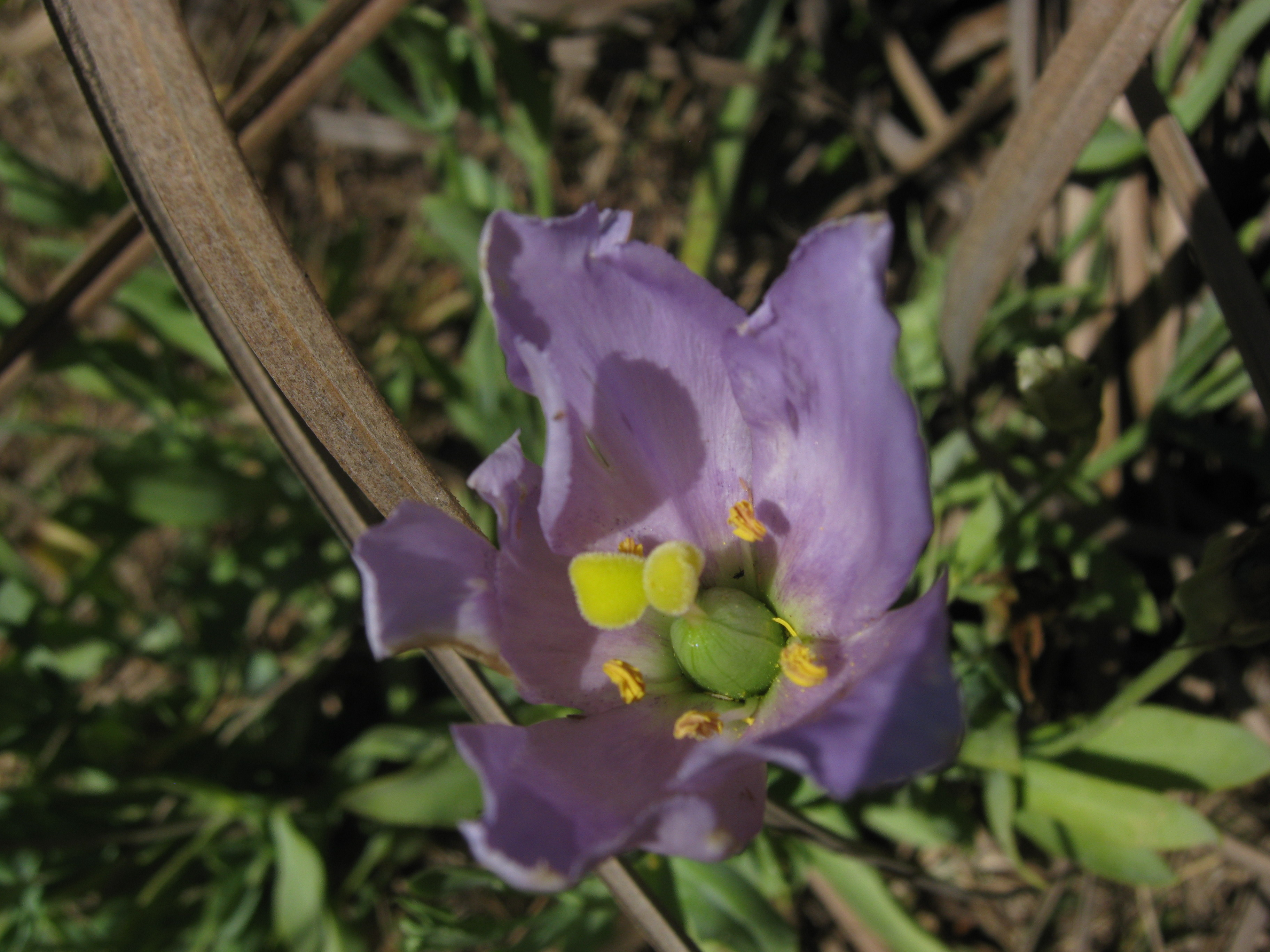
Květ divoké formy E. grandiflorum
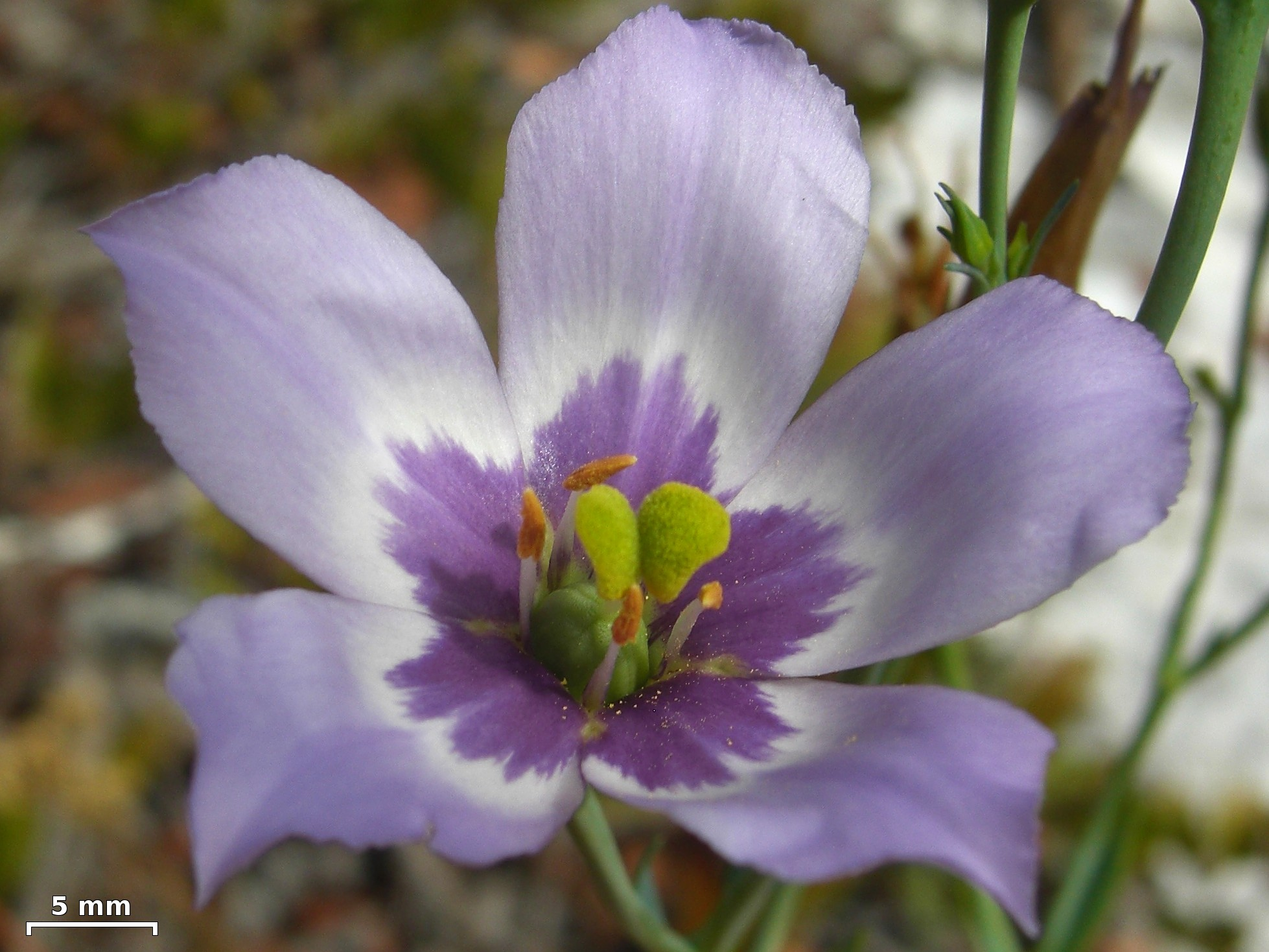
Detail květu E. exaltatum

## Rozšíření
Rod jícnovka zahrnuje 3 druhy. Je rozšířen v Americe od USA po sever Jižní Ameriky a na Karibských ostrovech. Centrum rozšíření je v Mexiku, kde jsou zastoupeny všechny 3 druhy. Největší areál rozšíření má druh Eustoma exaltatum. Tento druh byl zavlečen i do Austrálie.
Jícnovky rostou zejména na narušených místech, travnatých pláních a borových lesích, často v sušších oblastech.

## Taxonomie
Rod Eustoma je v rámci čeledi hořcovité řazen do tribu Chironieae a subtribu Chironiinae. Nejblíže příbuznými rody jsou zavilka (Sabatia) a Gyrandra, mezi další blízce příbuzné rody ze stejného subtribu náleží mimo jiné zeměžluč (Centaurium) a žlutnice (Blackstonia).
Rod byl v minulosti na základě podobné morfologie pylu řazen do příbuzenstva rodu Lisianthius z tribu Potalieae a někdy byl do něj i vřazován. Později se zjistilo, že rod Eustoma nemá na tuto skupinu blízké příbuzenské vazby, označení lisianthus se však v angličtině vžilo a rostlina je tímto názvem triviálně označována dosud.
Pojetí rodu je dosud neustálené, v některých zdrojích jsou uváděny 3 druhy (např. ), jiné uvádějí jen 2 druhy (např. ) nebo dokonce druh jediný (). Název rodu je složeninou řeckých slov ευ- (příjemný, dobrý) a στόμα ( stoma - ústa).

## Zástupci
- jícnovka velkokvětá (Eustoma grandiflorum)

## Význam
Jícnovka velkokvětá je pro své velké a nápadné květy křehkého vzhledu oblíbenou okrasnou rostlinou. Byla vypěstována celá řada kultivarů s plnými květy se zvětšeným počtem korunních lístků a v celé škále barevných odstínů. Mezi hlavní oblasti pěstování a šlechtění náleží zejména Japonsko a Nový Zéland. Pěstuje se zejména k řezu, také však jako pokojová nebo venkovní okrasná letnička. Kvete v létě.
Nálev z listů E. exaltata je v Guyaně používán jako odčervovadlo.
Do genomu jícnovky velkokvěté byl v rámci genového inženýrství vpraven gen pro svítící protein získaný z medúzy Aequorea victoria (publikováno v roce 2001).

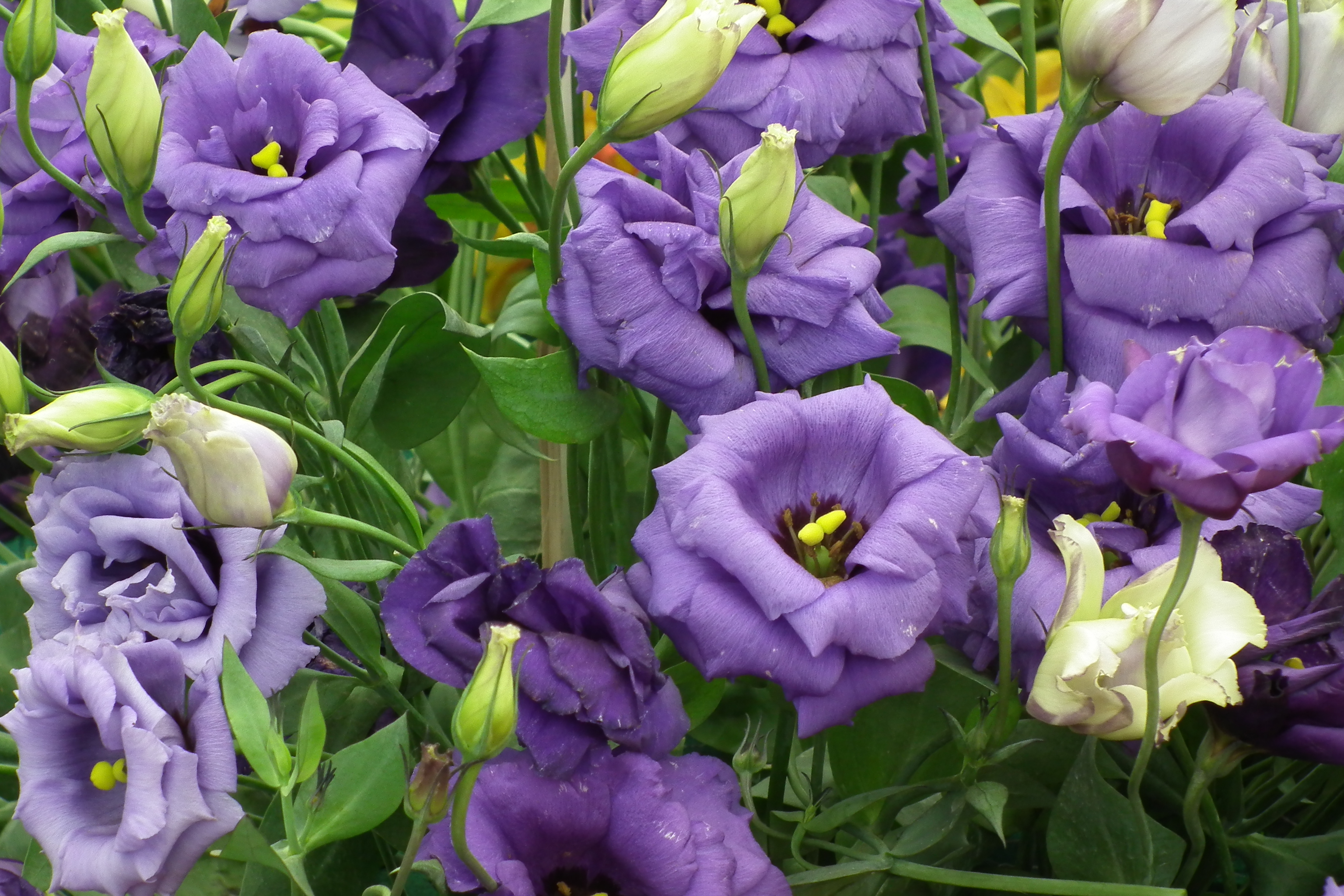
Okrasný plnokvětý kultivar jícnovky velkokvěté
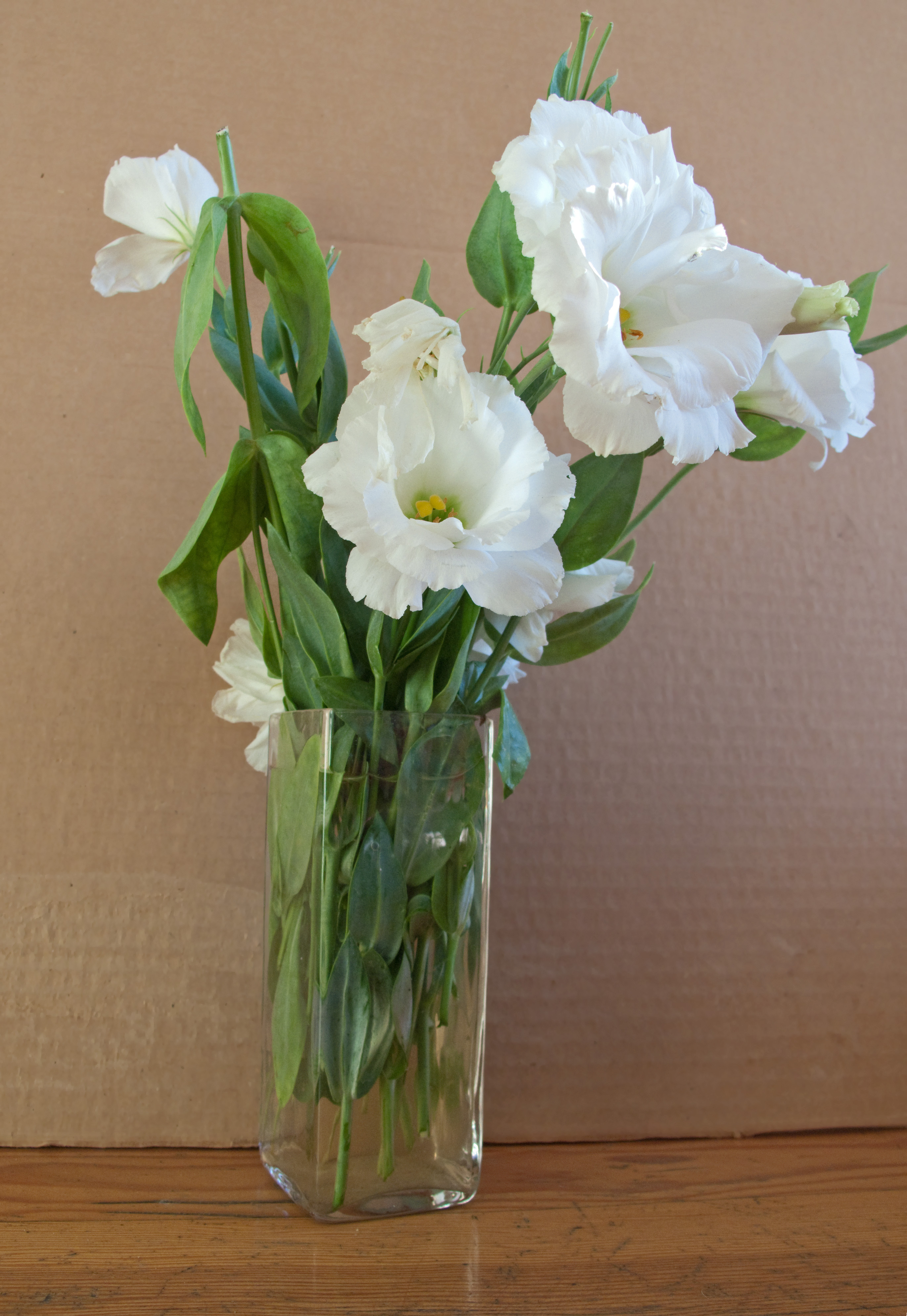
Řezaná jícnovka velkokvětá ve váze
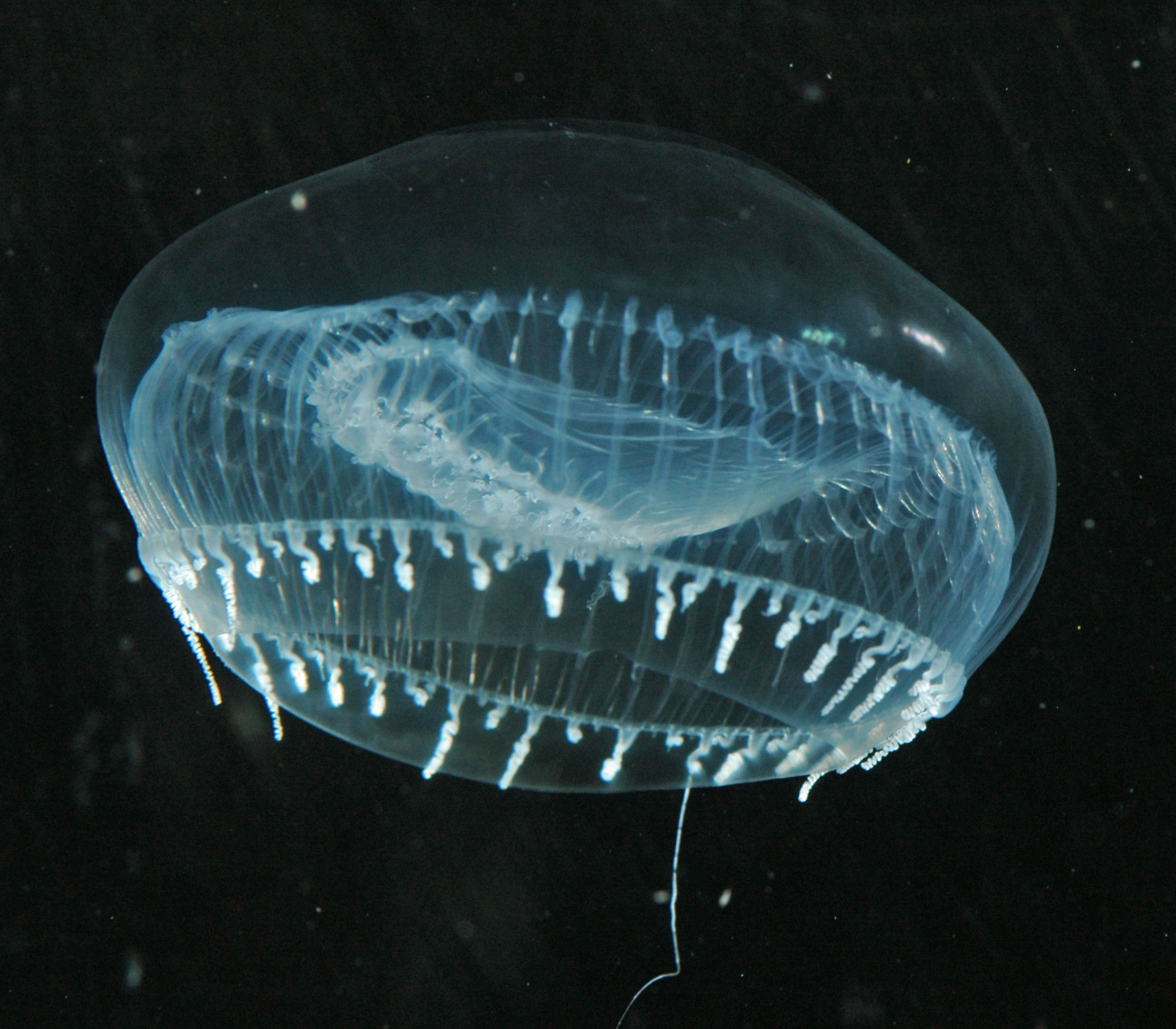
Světélkující medúza Aequorea victoria